# Cova da Iria
Cova da Iria è una località nella freguesia di Fátima, nel comune di Ourém, in Portogallo.
In questo luogo si trova il famoso santuario di Fátima, dove, secondo la Chiesa cattolica, la Madonna apparve a tre bambini (Lúcia dos Santos, Jacinta e Francisco Marto) il 13 maggio 1917.
Qui i pellegrini si riuniscono in onore delle apparizioni nella Cova da Iria, su un'enorme piazza in cui è costruita una piccola cappella, alla quale, nel corso degli anni, sono state affiancate due grandi chiese: la Basilica di Nostra Signora di Fátima, costruita fra il 1928 e il 1953, e la Basilica della Santissima Trinità, costruita fra il 2004 e il 2007.